# Giro de Lombardía 1953
El Giro de Lombardía 1953 fue la 47.ª edición de la Giro de Lombardía. Esta carrera ciclista organizada por La Gazzetta dello Sport se disputó el 25 de octubre de 1953 con salida y llegada a Milán después de un recorrido de 222 km.
El italiano Bruno Landi se impuso al esprint en la línea de meta. Lo acompañaron en el podio el también italiano Pino Cerami y el francés Pierre Molinéris.

## Clasificación general
| Posición | Ciclista         | Equipo           | Tiempo   |
| -------- | ---------------- | ---------------- | -------- |
| 1        | Bruno Landi      | Fiorelli         | 6h01'50" |
| 2        | Pino Cerami      | Peugeot-Dunlop   | s.t.     |
| 3        | Pierre Molinéris | Fiorelli         | s.t.     |
| 4        | Stan Ockers      | Peugeot-Dunlop   | s.t.     |
| 5        | Angelo Conterno  | Frejus           | s.t.     |
| 6        | Jan de Valck     | Garin-Wolber     | s.t.     |
| 7        | Fiorenzo Magni   | Ganna-Ursus      | s.t.     |
| 8        | Donato Zampini   | Benotto-Levrieri | s.t.     |
| 9        | Bruno Monti      | Arbos            | s.t.     |
| 10       | Mino De Rossi    | Bianchi-Pirelli  | s.t.     |